# Boleslav Pobožný

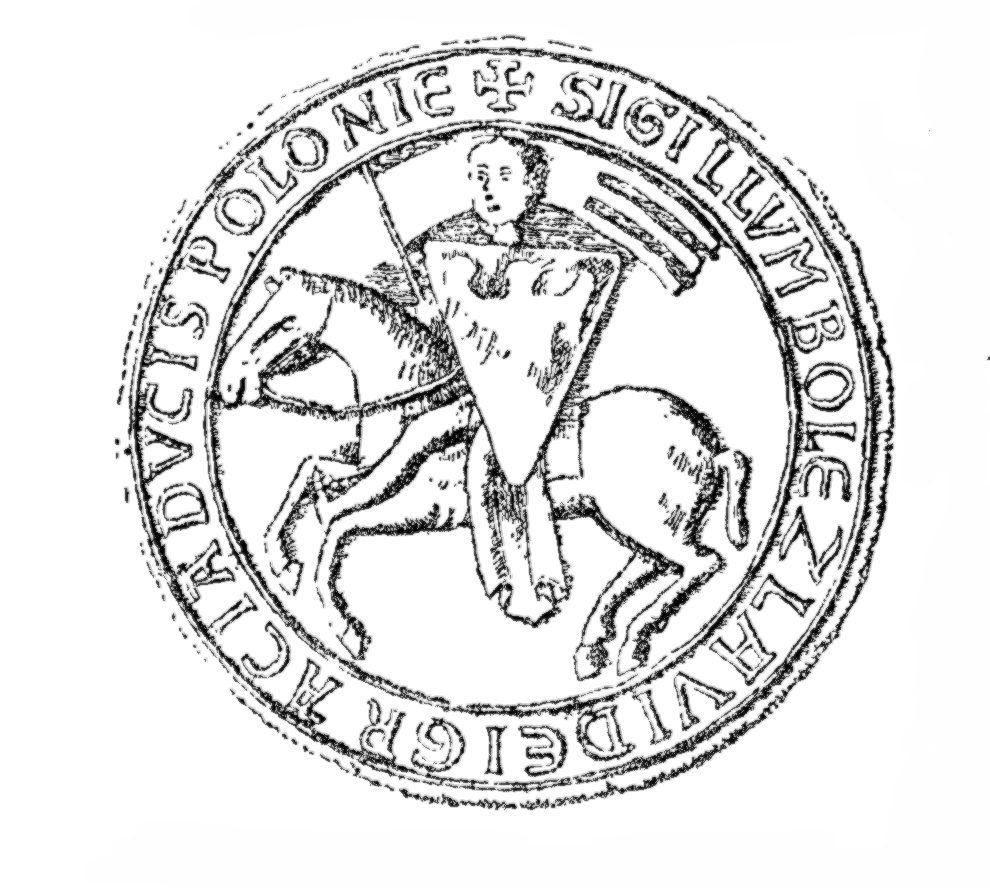
Pečeť Boleslava VI. Pobožného

Boleslav VI. Pobožný (polsky Bolesław Pobożny; 1225 – 14. dubna 1279 Kališ) byl velkopolsko-kališský kníže.

## Život
Boleslav se narodil jako syn Vladislava Odonice z dynastie velkopolských Piastovců, velkopolského knížete v Kališi, v Poznani a Hnězdně, a jeho ženy Hedviky Pomořské z rodu Soběslavců (Samboridů).
V roce 1257 se Boleslav oženil s Jolantou Helenou, královskou princeznou uherskou, dcerou krále Bély IV. z uherské královské dynastie Arpádovců. Spolu měli tři děti, Hedviku, Alžbětu a Annu Boleslavovnu, které svůj život zasvětily klášternímu životu.

## Působení
Boleslav VI. byl v letech 1239–1247 knížetem velkopolským, v letech 1247–1249 knížetem kališským, v letech 1249–1250 knížetem hnězdenským, v letech 1253–1257 knížetem hnězdenským-Kališ, v letech 1257–1273 knížetem velkopolským a poznaňským, v letech 1262–1264 regentem knížectví mazovského, Płocku a Čersku, v letech 1268–1273 vládcem v Bydhošti, v letech 1271–1273 knížetem vratislavským a od roku 1273 až do své smrti knížetem hnězdensko-kališským.

## Kališský zákon
8. září 1264 vydal kníže Boleslav Kališský zákon, který definoval postavení židů ve Velkopolsku, čímž položil základ jejich relativně velkých svobod. Zákon například také stanovoval tresty pro nežidovské obyvatelstvo za poškození židovského hřbitova či synagogy, či definoval potrestání pro každého, kdo by židy obviňoval z rituální vraždy. Upravoval zásady obchodování židů a zajišťoval nedotknutelnost jejich života a majetku.
Boleslav VI. Pobožný zemřel v Kališi ze 13. na 14. dubna 1279 a byl pochován v poznaňské katedrále svatých Petra a Pavla.